# Lacus Felicitatis

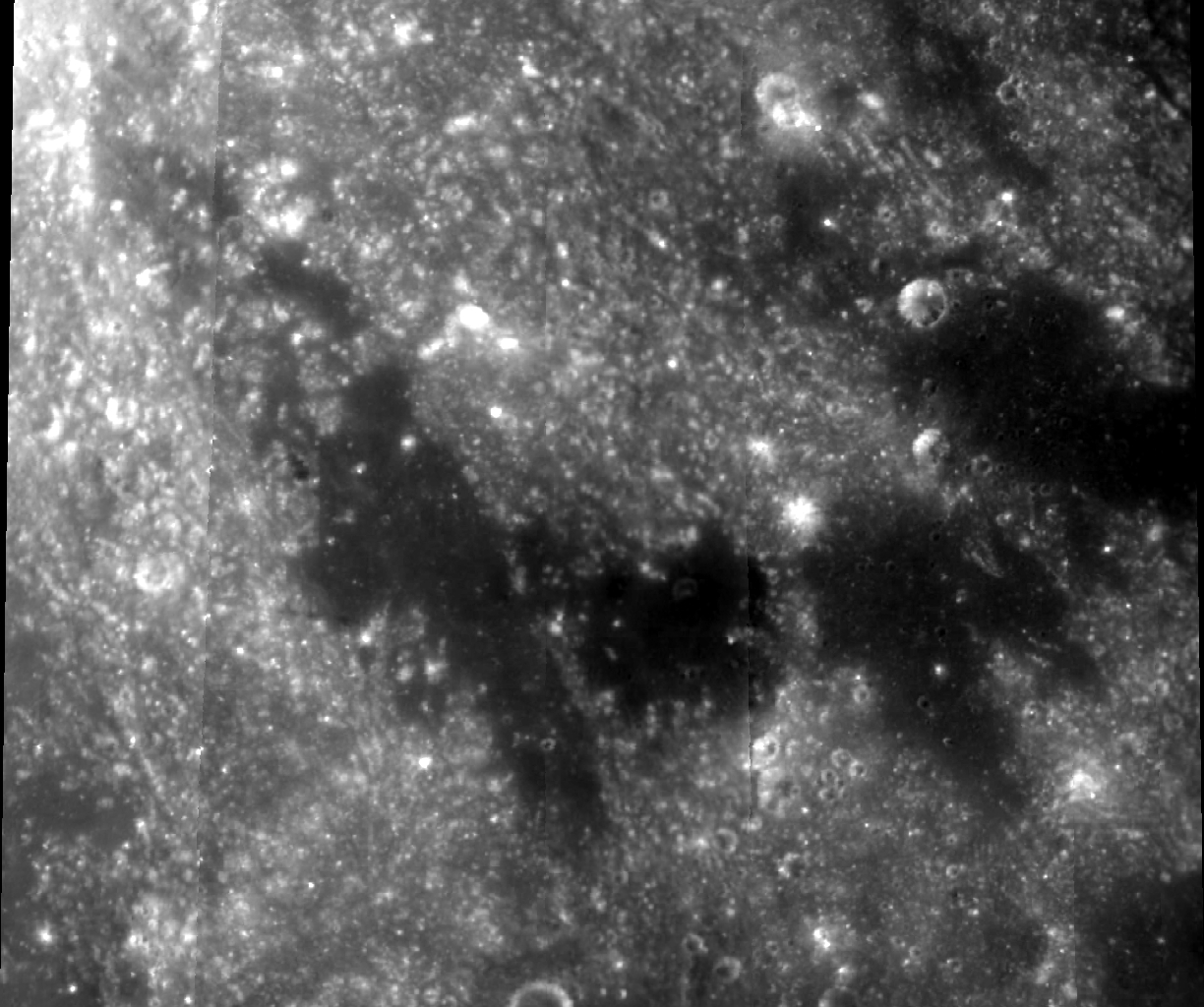
Lacus Felicitatis, aufgenommen 1994 durch die Raumsonde Clementine. Rechts ein Teil von Lacus Odii.

Der Lacus Felicitatis ist ein erstarrter Lavasee auf dem Mond. Sein Name wurde ihm 1976 gegeben, ist lateinisch und heißt übersetzt „See des Glücks“. Der Lacus Felicitatis besteht wie alle Tiefebenen auf dem Mond aus basaltischem Magma. Er durchmisst rund 90 km und liegt bei 19° N und 5° O, zwischen den Montes Apenninus, dem Mare Serenitatis und dem Mare Vaporum.